# Fagforbund
Et fagforbund er en organisation, der har til formål at arbejde for de bedst mulige løn- og arbejdsforhold for sine medlemmer. Fagforbund består typisk af en række afdelinger, almindeligvis kaldet fagforeninger. Begreberne anvendes dog ofte i flæng.
Fagforbundene opstod i takt med, at industrialiseringen ramte Vesteuropa i løbet af 1800-tallet. Industrialiseringen forvandlede samfundet fra et traditionelt landbrugssamfund med håndværksbaseret produktion til et moderne kapitalistisk samfund, hvor en stor del af arbejdsstyrken var beskæftiget med industriel produktion af varer. Forandringerne betød blandt andet, at arbejderne skiftede job oftere, hvilket nødvendiggjorde bedre løn- og ansættelsesforhold. Blandt fagforeningernes landvindinger gennem tiderne er overenskomster samt regler om mindsteløn, opsigelsesvarsler og arbejdsmiljø.
Der er i Danmark ca. 200.000 lønmodtagere, der ikke er omfattet af en overenskomst.